# Roseville (Kalifornia)
Roseville város az USA Kalifornia államában, Placer megyében. Lakosainak száma 147 773 fő (2020. április 1.). Roseville Lincoln és Citrus Heights településekkel határos.

## Közlekedés

### Vasút
A települést napi egy pár California Zephyr néven futó Amtrak távolsági vonatjárat érinti.

## Népesség
A település népességének változása:

| 2010 | 118 788 |
| 2020 | 147 773 |